# Givira circumpunctata
Givira circumpunctata là một loài bướm đêm trong họ Cossidae được tìm thấy ở Guyana, Nam Mỹ.